# Пожар в клубе «Kiss»
Пожар в клубе «Kiss» — один из крупнейших пожаров в ночных клубах. Произошёл в ночь на 27 января 2013 года около 2:30 (по другим данным — 2:00) по местному времени в бразильском городе Санта-Мария штата Риу-Гранди-ду-Сул. При пожаре погибло 242 человека, 630 человек было ранено. Пожар был вызван неосторожным применением пиротехники в клубе.
Выступление местной рок-группы «Gurizada Fandangueira» на сцене клуба сопровождало пиротехническое шоу. От искр фейерверков загорелась расположенная на потолке звукоизоляция. Первым, утверждают очевидцы, загорелся флаг. При горении начал выделяться едкий дым. Всё это вызвало панику. Как утверждает охранник, он пытался потушить пожар, однако огнетушитель оказался неисправен. Число жертв увеличило и то, что запасной выход был узкий и лишь один.
28 января участники рок-группы «Gurizada Fandangueira» признали свою вину. На странице своей группы в Facebook артисты написали, что они не уходят от ответственности и два участника группы уже арестованы. «Мы платим за нашу ошибку. Тюрьма — самое меньшее для нас в этой ситуации», — сообщили они.
«Мы не уходим от ответственности… Два участника нашей группы арестованы. Ещё один погиб. Если так должно быть, они останутся за решеткой. Использованное (пиротехническое) средство не должно было никому причинить смерть, тем более участнику группы. Мы использовали его для оживления праздника, как это делалось всегда».
Из-за количества жертв и обстоятельств возгорания российские журналисты сравнили этот пожар с пожаром в клубе «Хромая лошадь», произошедшем в Перми в декабре 2009 года.
По данным агентства France-Presse, президент Бразилии Дилма Руссефф, узнав о пожаре, прервала свой официальный визит в Чили, где она принимала участие в саммите Евросоюза и сообщества стран Латинской Америке и Карибского бассейна.